# Seminario Nuestra Señora Corredentora
El Seminario Internacional Nuestra Señora Corredentora es un seminario sacerdotal católico perteneciente a la Fraternidad Sacerdotal San Pío X (FSSPX). Está ubicado en la localidad de La Reja, en Buenos Aires, Argentina. Aquí reciben formación seminaristas no solo argentinos, sino también provenientes de todos los continentes.

## Lista de Rectores
- P. Jean Michel Faure (1978-1988).
- Monseñor Alfonso de Galarreta (1988-?).
- P. Dominique Lagneau (?-2003).
- Monseñor Richard Williamson (2003-2009).
- Monseñor Alfonso de Galarreta (2009-2012).
- P. Davide Pagliarani (2012-2018).
- P. Jean de Lassus (2018-presente).

## Profesores ilustres
- P. Álvaro Calderón (1988-actualidad).
- P. Dominique Bourmaud (1994-1997).